# Graf płaski

Dwie graficzne reprezentacje grafu – z przecinającymi się liniami (u góry) i w formie grafu płaskiego (u dołu)

Graf płaski – przedstawienie grafu planarnego na płaszczyźnie w taki sposób, że żadne dwie krawędzie się nie przecinają.